# William Crosby Dawson
William Crosby Dawson, född 4 januari 1798 i Greensboro i Georgia, död 5 maj 1856 i Greensboro i Georgia, var en amerikansk politiker. Han representerade delstaten Georgia i båda kamrarna av USA:s kongress, först i representanthuset 1836–1841 och sedan i senaten 1849–1855.
Dawson utexaminerades 1816 från Franklin College (numera University of Georgia). Han studerade sedan juridik och inledde 1818 sin karriär som advokat i Georgia. Han gifte sig 1819 med Henrietta M. Wingfield. Paret fick åtta barn. Hustrun Henrietta avled 1850 och Dawson gifte om sig år 1854 med Eliza M. Williams.
Dawson deltog 1836 som kapten i kriget mot creek- och seminoleindianerna i Florida.
Kongressledamoten John E. Coffee avled 1836 i ämbetet. Han omvaldes några dagar senare, eftersom nyheten om hans död inte hade nått väljarna. Dawson fyllnadsvaldes sedan till representanthuset som kandidat för States' Rights Party. Han bytte därefter parti till whigpartiet. Han förlorade guvernörsvalet i Georgia 1841 som whig-partiets kandidat mot ämbetsinnehavaren Charles James McDonald. Han avgick efter valförlusten som kongressledamot och efterträddes av Mark Anthony Cooper.
Dawson efterträdde 1849 Herschel Vespasian Johnson som senator för Georgia. Han efterträddes sex år senare av Alfred Iverson.